# Joe Roberts (pilote moto)
Pour les articles homonymes, voir Roberts.
 (octobre 2020).
Joe Roberts (né le 16 juin 1997 à Los Angeles) est un pilote de vitesse moto américain.

## Biographie

### Débuts
Fin 2010, Joe Roberts a été invité aux essais de la Red Bull MotoGP Rookies Cup pour la saison 2011 et a été l'un des 12 sélectionnés parmi 100 candidats.

### 2011-2013: Red Bull Rookie Cup
Il fait 3 saisons (entre 2011 et 2013) en Red Bull Rookies. Dans sa première saison, il a enregistré une victoire et une feuille de route à Brno, une piste qu'il n'avait jamais vue auparavant. En 2012, il termine 7e du championnat et lors de troisième saison, il ne termine que 14e au classement général mais il reste l'un des rares pilotes qui ont été invités pour une troisième saison en Rookie Cup.
En 2014, il retourne à plein temps aux États-Unis pour rouler pour le Team Hammer sur une Honda CBR600RR, mais la machine est peu compétitive et les chutes nombreuses.
Il faudra donc attendre 2015	pour	que l’Américain renoue avec le succès dans la catégorie Stock	600 au guidon d’une Yamaha	R6 du team Wheels in Motion	Motosport.com/Meen
Il remporte le titre avant la fin du championnat, ce qui lui permet de s’aligner en Supersport à Laguna Seca, la dernière épreuve de	la saison. Après avoir dominé les qualifications, il remporte la première course et termine deuxième de la seconde… avant de conclure sa saison par une 3e place dans le Superprestigio à Las Vegas : “tiens, là il y a peut-être quelque chose” !
L’année 2016 le voit concourir en AMA / MotoAmerica Supersport sur une Yamaha R6 : il monte 3 fois sur le podium et obtient 3 pole positions mais est malheureusement contraint de rater plusieurs courses en raison d’une blessure.

### 2017: Arrivé en Moto2
Le team AGR a mis prématurément fin au contrat de Yonny Hernandez pour faire monter Joe Roberts, aligné par l'équipe espagnole en championnat CEV. La séparation a été officialisée par le team manager, Iker Burutxaga. 
Joe Roberts fera son apparition dès le mois d'août sur le circuit de Brno, pour le Grand Prix de République tchèque. Le pilote américain compte profiter de cette opportunité pour engranger de l'expérience.
Courir en Championnat du monde est mon rêve depuis que je suis tout petit et j'espérais obtenir une opportunité pour l'année prochaine, donc c'est génial pour moi de l'avoir cette année. Mes attentes sont simplement de continuer à apprendre autant que possible et, je l'espère, de faire de gros progrès en roulant avec ces pilotes incroyables, qui sont parmi les meilleurs au monde. Il termine 30em en fin de saison !

### 2018 / 2019
En 2018,	Joe Roberts fait son arrivée temps plein en mondial sous les couleurs du RW Racing GP au guidon d’une NTS, mais peine à se hisser dans les points et termine cette première saison complète à la 27e position, soit à peine mieux que lors de la saison précédente avec ses 5 remplacements (30e). 
Néanmoins le team American Racing y croit et le recrute pour 2019. L’année s’avère cependant compliquée, en grande partie à cause de la KTM à laquelle “JR” peine à s’adapter, comme le montre sa place finale de 28e

### 2020-
En 2020, Roberts a signé la pole position lors de la manche d'ouverture de la saison au Qatar, devenant le premier pilote américain à le faire depuis Ben Spies au Grand Prix moto d'Indianapolis 2010, et le premier en Moto2 depuis Kenny Noyes au Grand Prix moto de France 2010. Deux semaines plus tard, il signe deuxième pole position et le lendemain il terminera 3e du Grand Prix de République tchèque. Il devient le premier pilote américain sur le podium depuis Ben Spies au Grand Prix moto de la Communauté valencienne 2011.
Au GP de France 2020, Joe Roberts s'élance derrière le Safety Car !
Drôle de course pour Joe Roberts. Victime d'un problème d'amortisseur sur la grille, le poleman est revenu au stand avant de repartir au guidon de sa moto pour aller s'installer dernier sur la grille de départ, pensant qu'il pourrait revenir. La direction de course ne lui en a pas laissé le temps : les feux se sont éteints alors qu'il arrivait sur la ligne de départ... juste derrière le Safety Car ! Joe Roberts s'est ainsi offert un départ lancé, loin derrière les autres. A l'attaque tout au long de la course, Le pilote américain a terminé sixième, 8 secondes derrière Luthi. 2e du Grand Prix d’Europe, lui permettant de conclure le championnat en 7e position.
A 23 ans, à nouveau au guidon d’une Kalex aux côtés de Lorenzo Dalla Porta, 2021 reste à écrire dans le team Italtrans, tenant du titre avec Enea Bastianini et qui a propulsé bien d’autres jeunes talents, cette fois la voie est tracée..

## Carrière

### Par Saison
(Mise à jour après le  Grand Prix moto de la Communauté valencienne 2021)
| Saison | Catégorie | Moto  | Course                 | Victoire | Podium | Pole | M.Tour | Points | Place |
| ------ | --------- | ----- | ---------------------- | -------- | ------ | ---- | ------ | ------ | ----- |
| 2017   | Moto2     | Kalex | AGR Team               | 5        | 0      | 0    | 0      | 6      | 30e   |
| 2018   | Moto2     | NTS   | NTS RW Racing GP       | 18       | 0      | 0    | 0      | 5      | 27e   |
| 2019   | Moto2     | KTM   | American Racing        | 18       | 0      | 0    | 0      | 4      | 28e   |
| 2020   | Moto2     | Kalex | Tennor American Racing | 15       | 0      | 1    | 3      | 94     | 7e    |
| 2021   | Moto2     | Kalex | Italtrans Racing Team  | 16       | 0      | 0    | 0      | 59     | 13e   |
| Total  |           |       |                        | 72       | 0      | 1    | 3      | 0      | 168   |

### Statistiques par catégorie
(Mise à jour après le Grand Prix moto d'Italie 2022)
| Catégorie | Année  | 1er GP   | 1er Podium | 1re Victoire | Courses | Victoires | Podiums | Pole | M.tours¹ | Points | Titres |
| --------- | ------ | -------- | ---------- | ------------ | ------- | --------- | ------- | ---- | -------- | ------ | ------ |
| Moto2     | 2017 - | CZE 2017 | CZE 2020   | POR 2022     | 80      | 1         | 3       | 3    | 1        | 254    | 0      |
| Total     | 2017 - |          |            |              | 80      | 1         | 3       | 3    | 1        | 254    | 0      |

### Courses par année
| Année | Catégorie | Moto  | 1      | 2       | 3       | 4       | 5       | 6       | 7      | 8       | 9       | 10      | 11     | 12     | 13      | 14     | 15      | 16      | 17     | 18      | 19      | 20 | Pos | Points |
| ----- | --------- | ----- | ------ | ------- | ------- | ------- | ------- | ------- | ------ | ------- | ------- | ------- | ------ | ------ | ------- | ------ | ------- | ------- | ------ | ------- | ------- | -- | --- | ------ |
| 2017  | Moto2     | Kalex | QAT    | ARG     | AME     | SPA     | FRA     | ITA     | CAT    | NED     | GER     | CZE 10  | AUT 19 | GBR 21 | RSM Ab. | ARA 26 | JPN     | AUS     | MAL    | VAL     |         |    | 30e | 6      |
| 2018  | Moto2     | NTS   | QAT 25 | ARG 25  | AME 23  | SPA Ab. | FRA 19  | ITA 14  | CAT 22 | NED 21  | GER 22  | CZE 18  | AUT 19 | GBR C  | RSM 16  | ARA 24 | THA 13  | JPN 18  | AUS 18 | MAL 18  | VAL Ab. |    | 27e | 5      |
| 2019  | Moto2     | KTM   | QAT 22 | ARG 22  | AME Ab. | SPA 20  | FRA 14  | ITA Ab. | CAT 20 | NED 14  | GER 25  | CZE DNS | AUT 21 | GBR 22 | RSM 16  | ARA 30 | THA Ab. | JPN 18  | AUS 16 | MAL 19  | VAL 18  |    | 28e | 4      |
| 2020  | Moto2     | Kalex | QAT 4  | SPA 17  | ANC 17  | CZE 3   | AUT 10  | STY 12  | RSM 10 | EMR Ab. | CAT 5   | FRA 6   | ARA 8  | TER 10 | EUR Ab. | VAL 11 | POR 7   |         |        |         |         |    | 7e  | 94     |
| 2021  | Moto2     | Kalex | QAT 6  | DOH Ab. | POR 4   | SPA 8   | FRA Ab. | ITA 4   | CAT 10 | GER Ab. | NED Ab. | STY Ab. | AUT 16 | GBR 10 | ARA 13  | RSM 23 | AME 18  | EMI DNS | ALR 24 | VAL DNS |         |    | 13e | 59     |
| 2022  | Moto2     | Kalex | QAT 8  | IND 11  | ARG 13  | AME 8   | POR 1   | SPA 8   | FRA 7  | ITA 2   | CAT Ab. |         |        |        |         |        |         |         |        |         |         |    | 4e  | 86     |

- * Saison en cours.